# Voldemārs Žins
Voldemārs Žins (25 febbraio 1905 – 17 agosto 1962) è stato un calciatore lettone, di ruolo attaccante.

## Carriera

### Club
Nel periodo in cui ha militato in nazionale ha giocato nell'Olimpija Liepaja, formazione con cui ha vinto almeno tre campionati lettoni.

### Nazionale
Ha giocato 11 partite in nazionale mettendo a segno 5 reti. Il suo esordio avvenne il 27 luglio 1927 nella gara amichevole contro la Lituania, partita in cui mise a segno una tripletta.

## Statistiche

### Cronologia presenze e reti in Nazionale
| Cronologia completa delle presenze e delle reti in nazionale ― Lettonia | Cronologia completa delle presenze e delle reti in nazionale ― Lettonia | Cronologia completa delle presenze e delle reti in nazionale ― Lettonia | Cronologia completa delle presenze e delle reti in nazionale ― Lettonia | Cronologia completa delle presenze e delle reti in nazionale ― Lettonia | Cronologia completa delle presenze e delle reti in nazionale ― Lettonia | Cronologia completa delle presenze e delle reti in nazionale ― Lettonia | Cronologia completa delle presenze e delle reti in nazionale ― Lettonia |
| Data                                                                    | Città                                                                   | In casa                                                                 | Risultato                                                               | Ospiti                                                                  | Competizione                                                            | Reti                                                                    | Note                                                                    |
| ----------------------------------------------------------------------- | ----------------------------------------------------------------------- | ----------------------------------------------------------------------- | ----------------------------------------------------------------------- | ----------------------------------------------------------------------- | ----------------------------------------------------------------------- | ----------------------------------------------------------------------- | ----------------------------------------------------------------------- |
| 27-7-1927                                                               | Riga                                                                    | Lettonia                                                                | 6 – 3                                                                   | Lituania                                                                | Amichevole                                                              | 3                                                                       |                                                                         |
| 25-9-1927                                                               | Riga                                                                    | Lettonia                                                                | 4 – 1                                                                   | Estonia                                                                 | Amichevole                                                              | 1                                                                       |                                                                         |
| 28-7-1929                                                               | Malmö                                                                   | Svezia                                                                  | 10 – 0                                                                  | Lettonia                                                                | Amichevole                                                              | -                                                                       |                                                                         |
| 15-8-1929                                                               | Riga                                                                    | Lettonia                                                                | 2 – 2                                                                   | Estonia                                                                 | Coppa del Baltico 1929                                                  | -                                                                       | 24’                                                                     |
| 22-7-1930                                                               | Riga                                                                    | Lettonia                                                                | 0 – 5                                                                   | Svezia                                                                  | Amichevole                                                              | -                                                                       |                                                                         |
| 16-8-1930                                                               | Kaunas                                                                  | Lettonia                                                                | 3 – 2                                                                   | Estonia                                                                 | Coppa del Baltico 1930                                                  | 1                                                                       |                                                                         |
| 17-8-1930                                                               | Kaunas                                                                  | Lituania                                                                | 3 – 3                                                                   | Lettonia                                                                | Coppa del Baltico 1930                                                  | -                                                                       | 46’                                                                     |
| 5-7-1931                                                                | Riga                                                                    | Lettonia                                                                | 0 – 5                                                                   | Polonia                                                                 | Amichevole                                                              | -                                                                       | 35’                                                                     |
| 26-7-1931                                                               | Västerås                                                                | Svezia                                                                  | 6 – 0                                                                   | Lettonia                                                                | Amichevole                                                              | -                                                                       |                                                                         |
| 1-9-1931                                                                | Tallinn                                                                 | Estonia                                                                 | 3 – 1                                                                   | Lettonia                                                                | Coppa del Baltico 1931                                                  | -                                                                       | 46’                                                                     |
| 1-6-1932                                                                | Tallinn                                                                 | Estonia                                                                 | 3 – 0                                                                   | Lettonia                                                                | Amichevole                                                              | -                                                                       | 30’                                                                     |
| Totale                                                                  |                                                                         | Presenze                                                                | 11                                                                      |                                                                         | Reti                                                                    | 5                                                                       |                                                                         |

## Palmarès

### Club
- Campionato di calcio lettone: 3

Olimpija Liepāja: 1927, 1928, 1929